# Papoušek mniší
Papoušek mniší, andulka torrý[zdroj?] nebo mníšek šedý (Myiopsitta monachus), patří mezi středně velké ptáky ve své čeledi – dorůstá kolem 29 cm. Žije v Jižní Americe: od střední Bolívie po jižní Brazílii, střední Argentinu, je vysazen v Portoriku a na severovýchodě USA. Ptáci uniklí z chovů vytvořili místy v Evropě (v Belgii, v Itálii, ve Španělsku) životaschopné populace. V těchto státech je mníšek šedý označován za invazní druh a pro jeho chov platí určitá omezení. Podle některých zdrojů měla být hnízdní kolonie i v Česku na Jižní Moravě poblíž ekofarmy Kurdějov, ale jinými byla zpráva označena za smyšlenou. Jeho přirozený biotop jsou řídce zalesněné oblasti, palmové háje, kulturní krajina a eukalyptové plantáže.

## Popis a způsob života
Papoušek mniší se vyskytuje poměrně hojně, je to papoušek střední velikosti, má dlouhá ocasní pera a mohutný zobák. Je to oblíbený klecový pták. V přírodě se snadno přizpůsobuje a rád pobývá v blízkosti člověka v ovocných zahradách nebo se pase na obilných polích, zvláště když jsou lidská obydlí nedaleko. Papoušek mniší je velmi společenský pták, který žije v hejnech 10 až 100 ptáků. Buduje si společné hnízdo ohromných rozměrů, což je u papoušků zvyk zcela neobvyklý.
Hnízdo ptáci používají jako místo k odpočinku nebo ke hnízdění, je obýváno po celý rok. Bývá umístěno uprostřed areálu veškeré činnosti, ptáci tu čile poletují a hlasitě se ozývají. Papoušci mniší opouštějí své hnízdo společně a odlétají na pole nebo jinam hledat potravu. Několik ptáků přitom zůstává v okolí na stromech a hlídají, při nejmenším náznaku nebezpečí spustí varovný křik a celé hejno se vrací.
Papoušek mniší se živí semeny, plody, bobulemi, ořechy, květy, listy, hmyzem a larvami, často žere i zemědělské plodiny a ovoce a může způsobit velké škody.
Hnízdo je používané celý rok, a tak na začátku hnízdní sezony papoušci rozšiřují prostor a opravují škody. Hnízdo je velmi stabilní a obvykle je umístěno na vrcholu stromu. Je stavěno z trnitých větví, což odrazuje dravce. Na začátku je tvořeno jen z několika komor, v průběhu se rozšiřuje až na 20. Každá komůrka je obývána jedním párem papoušků. Stavba bývá tak pevná, že na ní hnízdí i jiní papoušci.
Samice klade 5–8 vajec, ale protože není snadné nahlížet do hnízdních komor, není příliš mnoho známo o hnízdním chování a výchově mláďat, která asi po 6 týdnech hnízdo opustí.

## Chov v zoo
Papoušek mniší je chován ve více než 120 evropských zoo. V letech 2018 a 2019 byl chován ve třech českých zoo V roce 2021 se jednalo o pět zoo:
- Zoo Hluboká
- Zoo Olomouc
- Zoo Praha
- Zoopark Zájezd
- Papouščí zoologická zahrada Bošovice

Na Slovensku je chován v Zoo Bojnice a Zoo Bratislava.

### Chov v Zoo Praha
První papoušek mniší byl do Zoo Praha dovezen v roce 1991. Odchovy začaly o dva roky později, tedy v roce 1993. V průběhu roku 2018 se podařilo odchovat 6 mláďat. Na konci roku 2018 zoo chovala 22 jedinců. V červnu 2019 se narodila dvě mláďata.
Tento druh je od 28. září 2019 k vidění v novém Rákosově pavilonu pro exotické ptáky.

## Obrázky

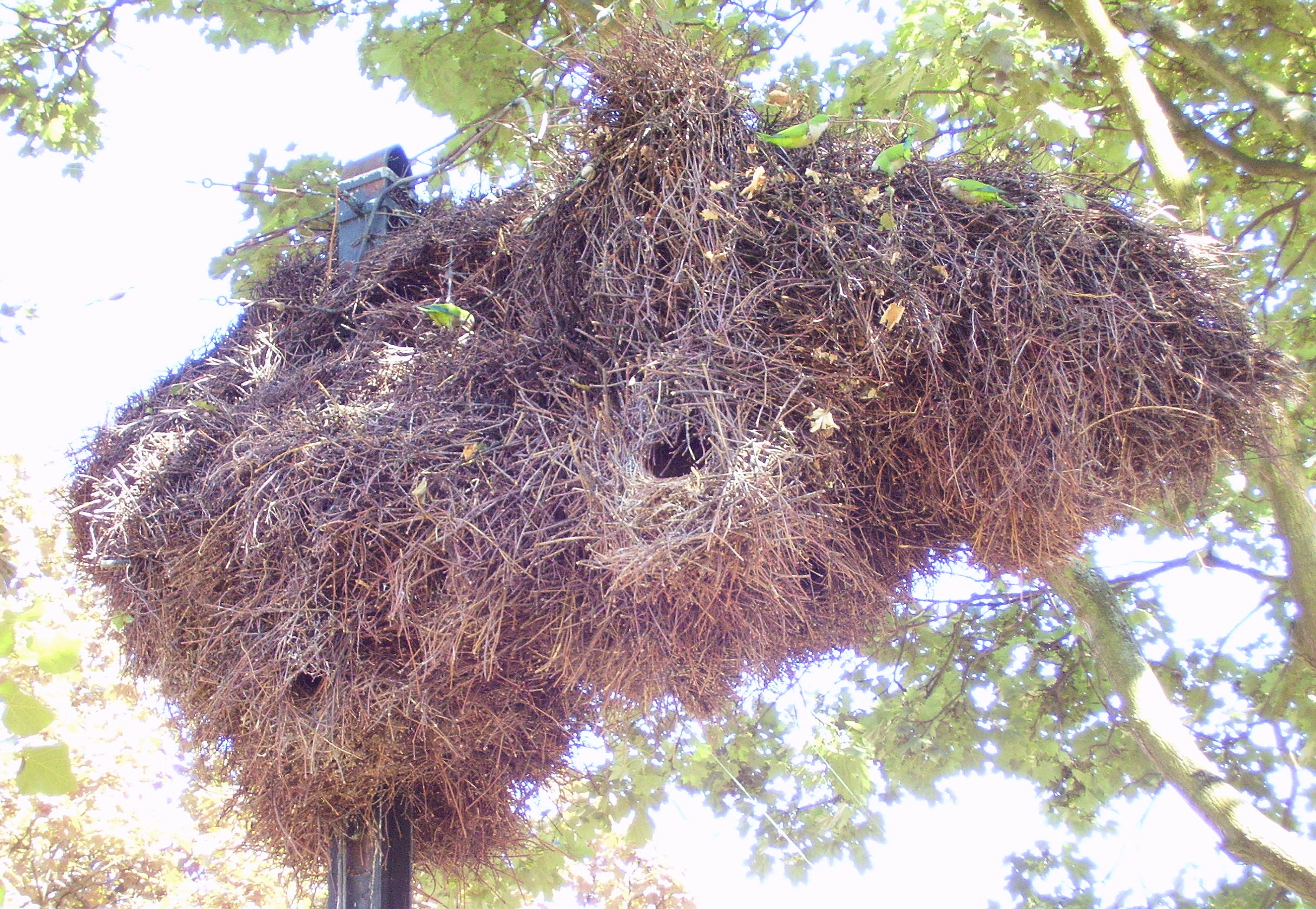
Hnízdo
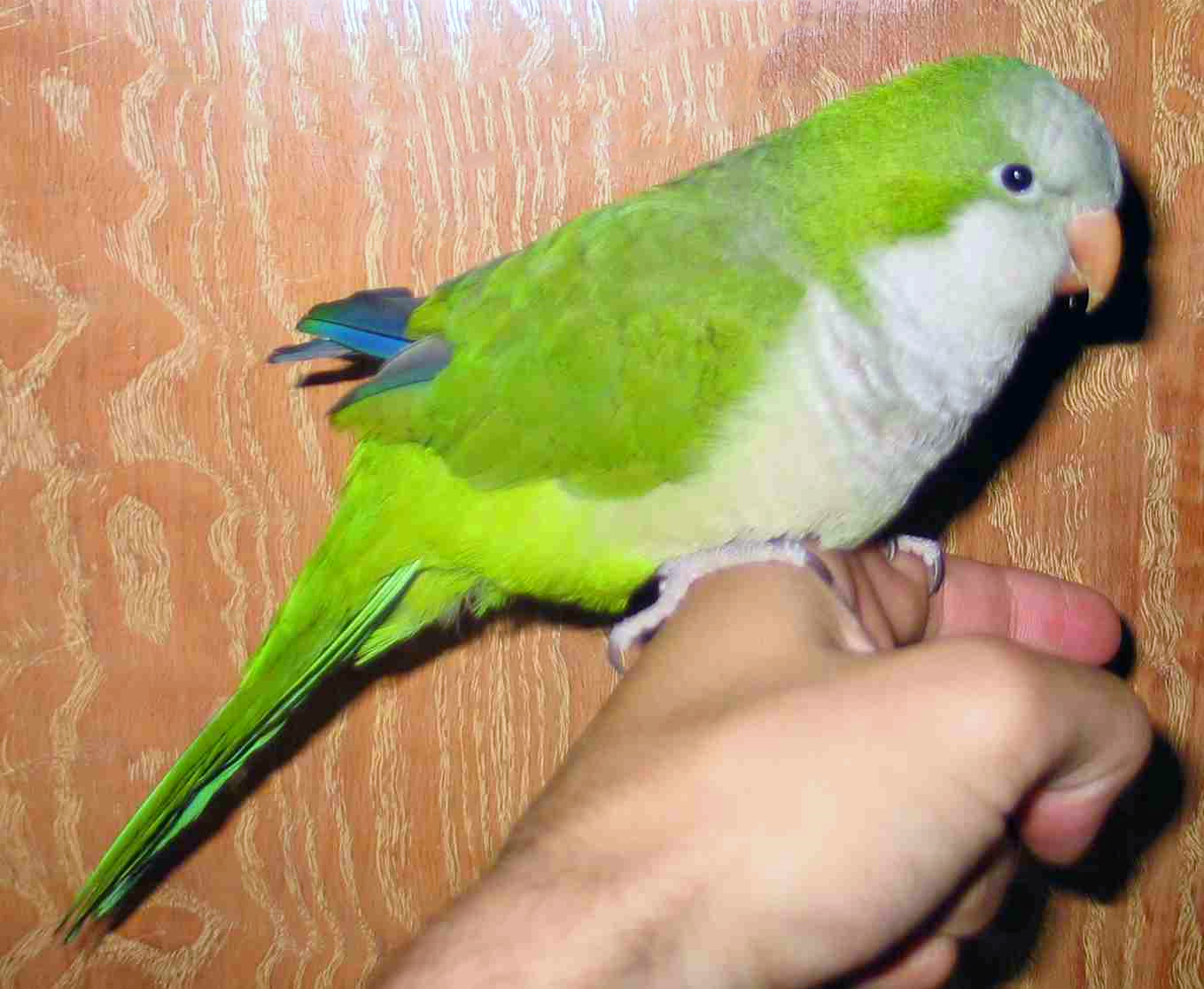
Papoušek mniší
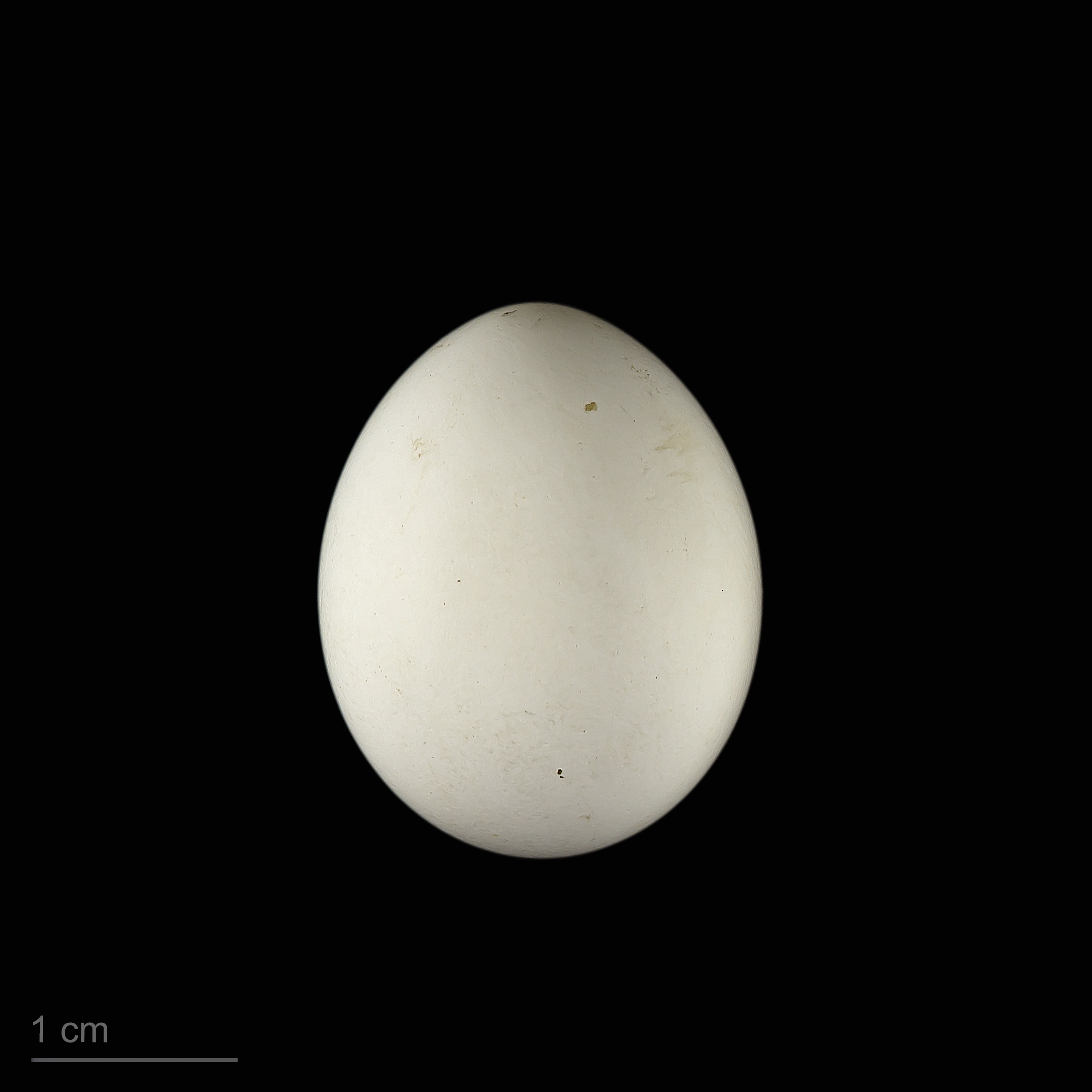
Vejce papouška mnišího